# Georges Spénale
Georges Spénale (ur. 29 listopada 1913 r., zm. 20 sierpnia 1983 r.) – francuski pisarz, poeta i polityk socjalistyczny, przewodniczący Parlamentu Europejskiego w latach 1975–1977.

## Życiorys

### Wykształcenie i praca w administracji kolonialnej
Georges Spénale uzyskał tytuł licencjata prawa na École Nationale de la France d'Outre-Mer, po czym rozpoczął karierę urzędniczą pracując we francuskiej administracji kolonialnej, początkowo w latach 1938–1939 w Gujanie Francuskiej. Wraz z wybuchem II wojny światowej, w 1941 r. został powołany do służby wojskowej. W latach 1942–1943 był przewodniczącym okręgu w Górnej Wolcie, a następnie inspektorem pracy w Wybrzeżu Kości Słoniowej. Potem ponownie został wcielony do armii.
Po zakończeniu wojny powrócił do pracy w urzędach kolonialnych w Afryce. W latach 1946–1948 był sekretarzem władz Francuskiej Afryki Równikowej, który zajmował się sprawami Wybrzeża Kości Słoniowej, a potem Kamerunu. W 1954 r. awansował na stanowisko wysokiego komisarza Kamerunu, a rok później objął stanowisko dyrektora politycznego kolonii francuskich. W 1956 r. przez krótki czas był gubernatorem we francuskich posiadłościach zamorskich. W latach 1957–1960 r. był wysokim komisarzem Francji w Togo.

### Kariera polityczna
Między 1962 a 1973 r. był deputowanym do francuskiego Zgromadzenia Narodowego. W 1964 r. został członkiem rady generalnej departamentu Tarn oraz wszedł w skład Parlamentu Europejskiego. W 1973 r. został wybrany do Rady Regionu Midi-Pireneje, gdzie od 1975 r. był jej wiceprezydentem. W międzyczasie w 1974 r. został wyznaczony przez Partię Europejskich Socjalistów na szefa jej frakcji w Parlamencie Europejskim. Dzięki głosom socjalistów został w 1975 r. przewodniczącym Parlamentu Europejskiego. Funkcję tę sprawował do 1977 r. W 1979 r. został członkiem Zgromadzenia Parlamentarnego Rady Europy, gdzie w 1979 i 1982 r. był wiceprzewodniczącym.